# Mummelsee
Der Mummelsee ist ein Karsee auf 1028,5 m ü. NN Höhe am Abhang der Hornisgrinde im Schwarzwald. Er ist 3,7 Hektar groß und 18 Meter tief. Er zählt zu den meistbesuchten Seen in Baden-Württemberg, da er direkt an der Schwarzwaldhochstraße liegt. Die touristischen Einrichtungen am See bilden den Wohnplatz Mummelsee der Gemeinde Seebach im Ortenaukreis.

## Geographie
Der Mummelsee ist im Westen, Norden und Osten von steilen, bewaldeten Berghängen gesäumt und hat einen Umfang von etwa 800 Metern. Nach Westen steigt das Seeufer zum Katzenkopf (1123 m ü. NHN) und nach Norden zur Hornisgrinde an, dem mit 1163 Meter höchsten Berg des Nordschwarzwalds. Lediglich nach Süden sind die Ufer des Mummelsees (fast) flach, dort stehen das Berghotel Mummelsee und die nahegelegene St. Michaelskapelle. Aus der an der Hornisgrinde gelegenen Hirtensteinquelle hat der See im Norden einen Zulauf. Im Südosten entspringt das zur Acher führende Seebächle, das den Abfluss des Mummelsees darstellt.

## Name
Der Name des Mummelsees geht nach Angaben der Gemeinde Seebach zurück auf die weißen Seerosen (Nymphaea alba), im Volksmund Mummeln genannt, die dort früher zahlreich vorgekommen sein sollen (Allerdings wird auch die Gelbe Teichrose (Nuphar lutea) als Mummel bezeichnet). Die Sage von den als Mümmlein bezeichneten Seejungfrauen (Nixen) spielt bei der Herleitung des Gewässernamens möglicherweise auch eine Rolle (Die Weiße Seerose wird auch als Nixblume bezeichnet). Das Wasser des Mummelsees hat einen pH-Wert unter fünf, ist sauer-torfig und nährstoffarm. Daher gibt es keine Fische und auch keine Seerosen im See.

## Gastronomie und Gewerbe
Begünstigt durch den Verlauf der Schwarzwaldhochstraße wurde der See auch für den Tourismus interessant. Ein größeres Gebäude mit Hotel, zwei Restaurants, ein Lebensmittel- und Souvenirladen sowie ein Tretbootverleih befinden sich direkt neben dem großen Besucherparkplatz. Die stark ausgeprägte touristische Nutzung ist mit erheblichen Umweltbelastungen für den See und das abfließende Seebächle verbunden.
Das Hotelgebäude wurde am 5. Mai 2008 durch ein Feuer zum großen Teil zerstört. Ursache war vermutlich fahrlässige Brandstiftung. Das Hotel wurde nach dem Brand im Schwarzwaldstil wieder aufgebaut und am 26. März 2010 eröffnet, die Nutzfläche erhöhte sich von 2385 auf 3690 Quadratmeter.

## Der Mummelsee in der Literatur
- Um den einst noch ohne Straßenverbindung in tiefer Einsamkeit liegenden See ranken sich etliche Sagen.[12] Einer Sage nach lebte in dem See eine Nixe, die den Menschen nachts Hilfe gewährte und mit ihnen tanzte, sang und spielte.
- Die Sagen inspirierten Eduard Mörike zu seinem Gedicht Die Geister am Mummelsee.
- Grimmelshausen ließ seinen Simplicissimus von Unterwasserbewohnern in den See entführen und zum Mittelpunkt der Erde tauchen. Das dabei geschilderte System von Wasserverbindungen von der Erdoberfläche zum Mittelpunkt der Erde könnte durch den Platonischen Mythos über das Schicksal der Seele nach ihrem Tode inspiriert worden sein (Dialog Phaidon 107d–115a).
- Der Redakteur und Sagensammler August Schnezler erzählt in drei Gedichten: Der Mummelsee, Die Lilien und Mummelsees Rache sagenhafte Geschehnisse rund um den See, nachzulesen in seinen Gedichtbänden. Carl Loewe vertonte das erste Gedicht.[13]
- Die Jugendschriftstellerin Charlotte Woerner veröffentlichte 1922 das Buch Die Männlein vom Mummelsee.

## Mummelsee-Rundweg und Kunstpfad
Um den Mummelsee führte vormals ein weitgehend naturbelassener Rundweg, der trotz der hohen Frequentierung durch Besucher noch zahlreiche Engstellen aufwies und durch markante Baumwurzeln gekennzeichnet war. Im Jahre 2014 wurde er barrierefrei ausgebaut. Entlang des Wegs wurden vor einigen Jahren Kunstwerke moderner Künstler installiert. Heute ist er bekannt als Kunstpfad am Mummelsee.

## Verkehrsanbindung
Parkplätze für die Besucher des Sees liegen am Südufer. Täglich fahren Wanderbusse bis Baden-Baden, Achern und Freudenstadt. Am Wochenende bestehen überdies Direktverbindungen bis Oppenau, einmal samstags und sonntags bis Offenburg. Auf allen Strecken gilt das Baden-Württemberg-Ticket und die KONUS-Gästekarte.

## Bildergalerie

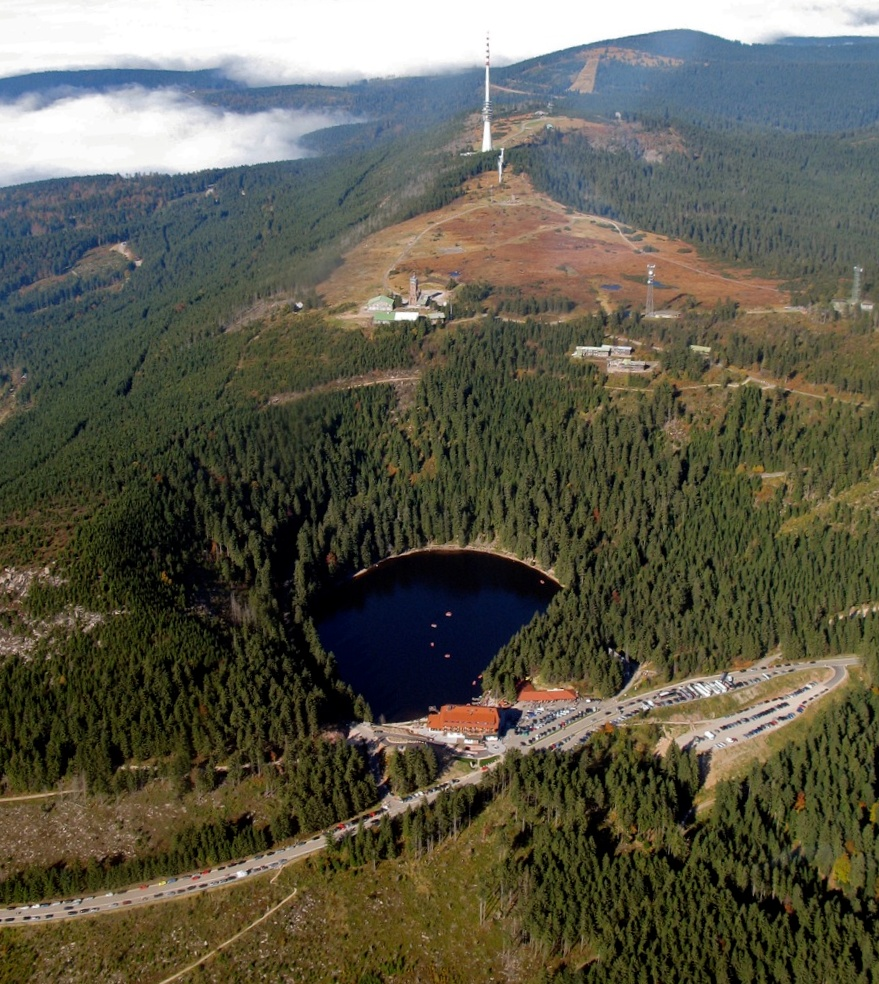
Luftbild vom Mummelsee mit Hornisgrindesattel (Oktober 2010)
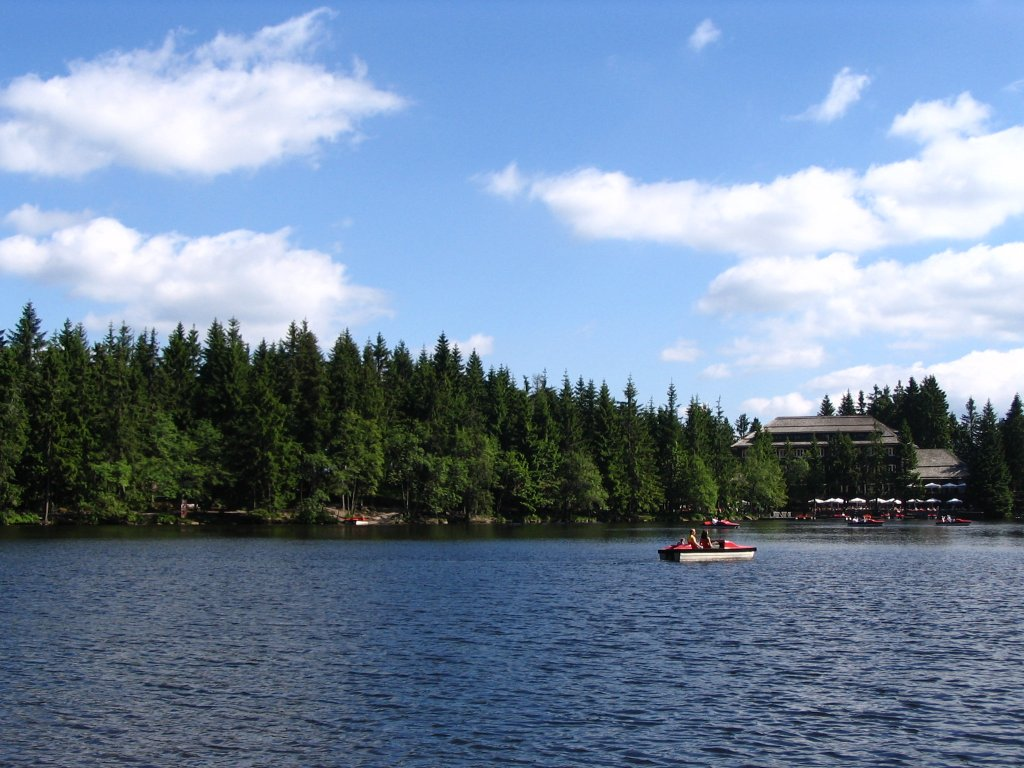
Mummelsee
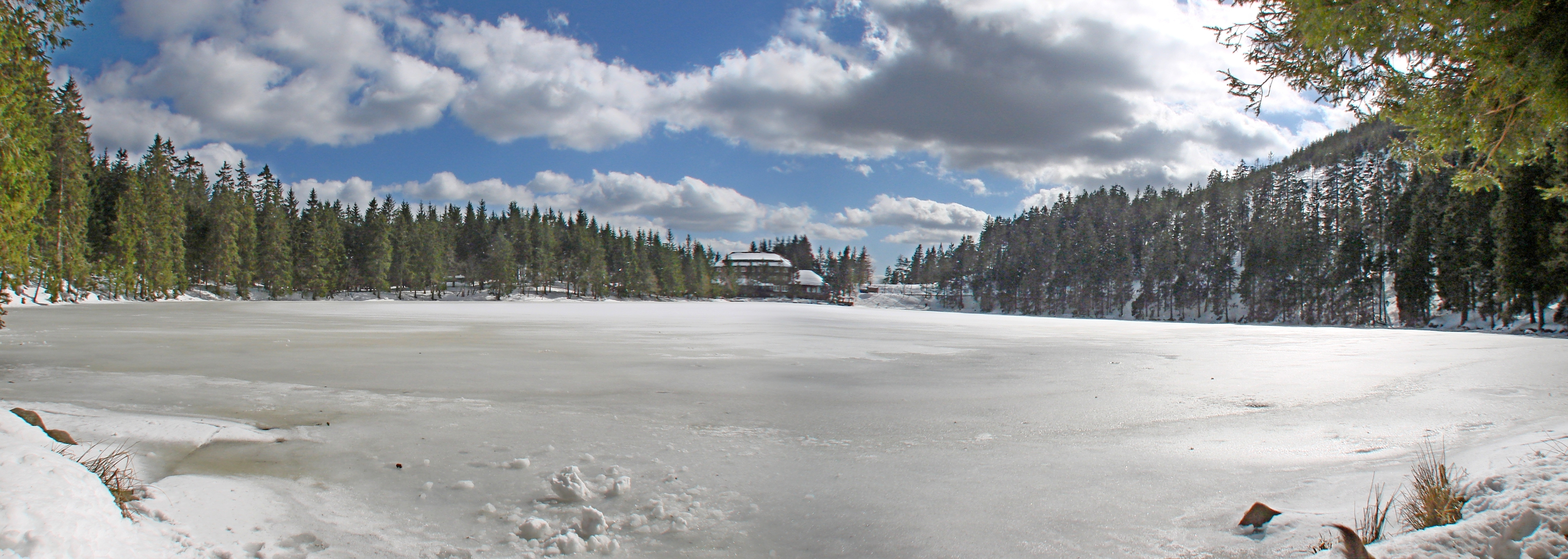
Mummelsee im Winter
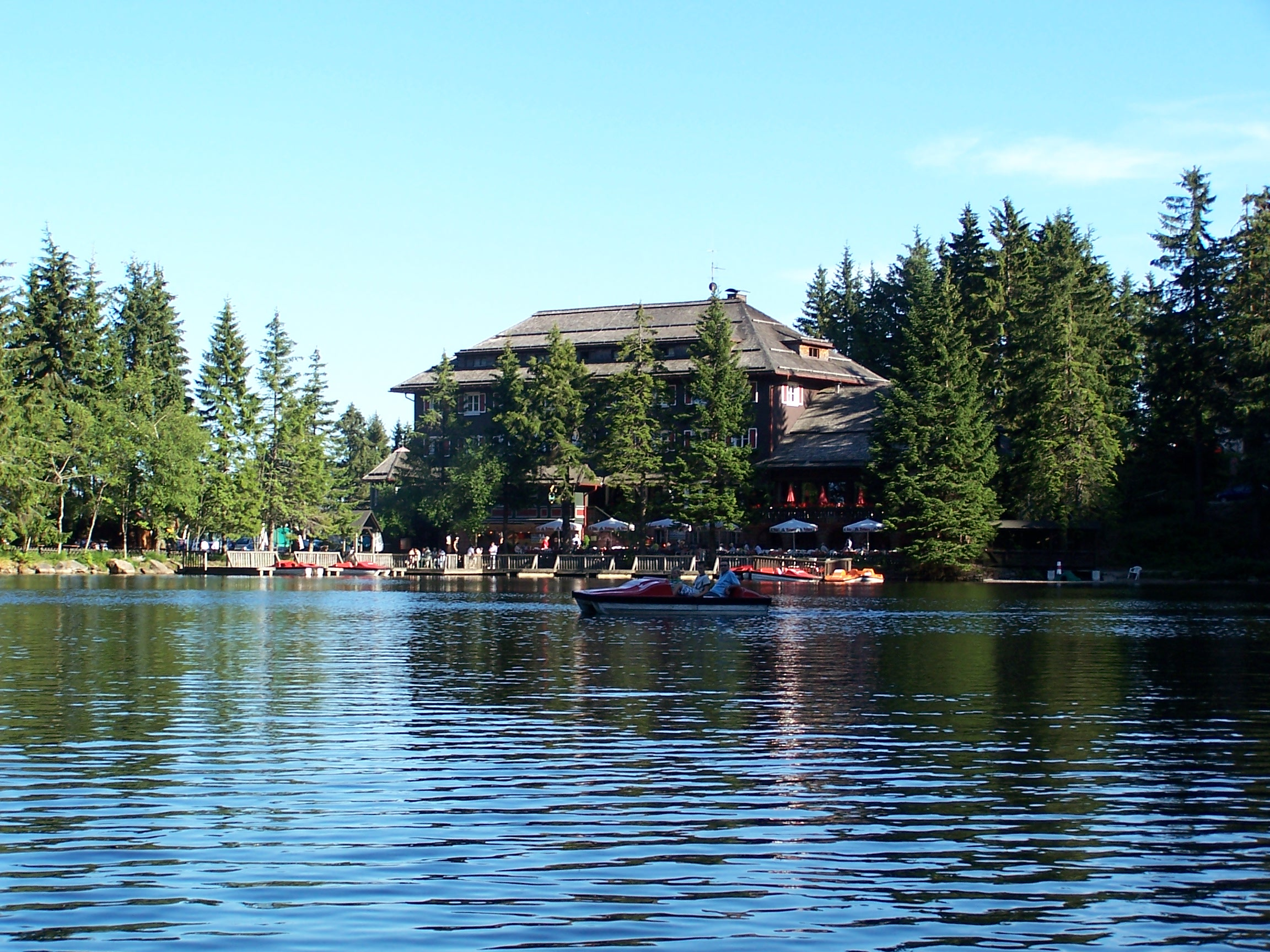
Das alte Hotel am See (vor dem Brand)
Auf dem noch nicht ausgebauten Rundwanderweg um den See
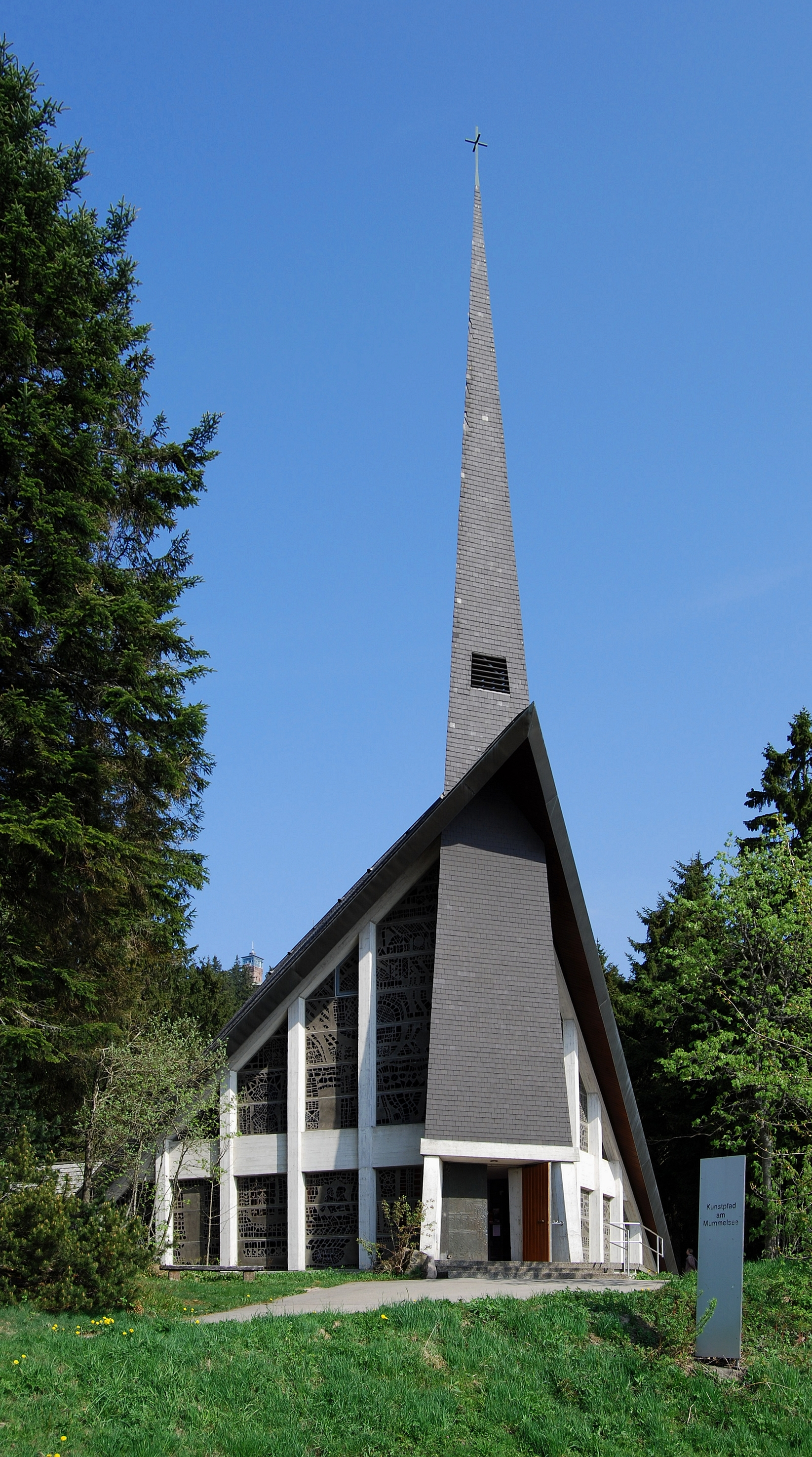
St. Michaelskapelle